# Paul Richaud

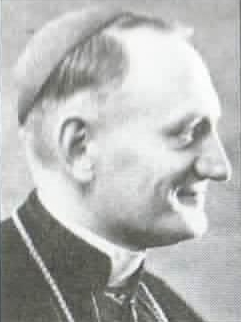
Paul Kardinal Richaud

Kardinalswappen von Paul Richaud

Paul-Marie-André Kardinal Richaud (* 16. April 1887 in Versailles, Frankreich; † 5. Februar 1968 in Bordeaux) war ein französischer Geistlicher, Erzbischof von Bordeaux und Kardinal.

## Leben
Paul Richaud studierte ab 1909 Katholische Theologie und Philosophie in Versailles und empfing dort am 28. Juni 1913 das Sakrament der Priesterweihe. Anschließend absolvierte er von 1913 bis 1915 weiterführende Studien an der Päpstlichen Universität Gregoriana. Ab 1915 war er als Seelsorger im Bistum Versailles tätig und wurde 1931 als Generalvikar zum Leiter der Diözesanverwaltung berufen. Am 19. Dezember 1933 ernannte ihn Papst Pius XI. zum Titularbischof von Irenopolis in Isauria und zum Weihbischof in Versailles. Die Bischofsweihe spendete ihm der Versailler Bischof Benjamin-Octave Roland-Gosselin in der Kathedrale Saint-Louis in Versailles; Mitkonsekratoren waren Pierre Gerlier, Bischof von Tarbes, und Georges Louis, Bischof von Périgueux. Am 27. Juli 1938 ernannte ihn Pius XI. zum Bischof von Laval.
Papst Pius XII. berief Richaud am 10. Februar 1950 zum Erzbischof von Bordeaux. Am 15. Dezember 1958 nahm Papst Johannes XXIII. in seinem ersten Konsistorium als Kardinalpriester mit der Titelkirche Santi Quirico e Giulitta in das Kardinalskollegium auf. Richaud nahm am Konklave von 1963 teil, das Papst Paul VI. wählte. Am Vorabend des Zweiten Vatikanischen Konzils, ab November 1961, war er Mitglied der für dessen Durchführung verantwortlichen Technisch-Organisatorischen Kommission, dann, in allen vier Sitzungsperioden, Konzilsvater.
Kardinal Richaud verstarb im Alter von 80 Jahren in Bordeaux und wurde dort in der Kathedrale Saint-André bestattet.